# 2025년 미국 불법체류자 단속 반대 시위
미국 대통령 도널드 트럼프의 대규모 이민자 강제 추방에 반대하는 여러 시위와 폭동이 2025년 1월 20일 그의 두 번째 대통령 임기 시작 이후 발생했다. 앨라배마주, 캘리포니아주, 조지아주, 일리노이주, 인디애나주, 매사추세츠주, 뉴욕주, 노스캐롤라이나주, 사우스캐롤라이나주, 텍사스주, 워싱턴주에서 대규모 시위가 일어났다.

## 배경
2025년 1월 23일, 두 번째 대통령 취임식 후 취임한 지 3일 만에 도널드 트럼프 대통령은 더욱 엄격한 이민 단속에 관한 몇 가지 선거 공약을 이행하여 주요 대도시에서 미국 이민세관단속국(ICE) 작전이 증가했다.
같은 날, DHS는 여러 연방 기관의 연방 법 집행 요원들에게 트럼프 이민 정책 실행을 지원하도록 승인했다. 벤자민 허프만 국토안보부 장관 대행의 메모는 마약단속국, 주류·담배·화기·폭발물 단속국, 미국 연방보안관실을 포함한 법무부 내 여러 법 집행 기관에 "이민 담당관의 기능"을 부여했다. 제임스 맥헨리 법무장관 대행에게 보내진 이 메모는 FBI 요원들이 미국 법전 제8편 권한으로 알려진 이민 관련 체포에 대한 역할을 가지고 있으며, 이 권한이 이제 다른 기관에도 부여되었다고 언급했다.
1월 23일, 애틀랜타, 보스턴, 덴버, 마이애미, 뉴욕, 뉴어크 (뉴저지주), 필라델피아, 시애틀, 워싱턴 D.C.에서 고강도 ICE 단속이 발생하여 538명의 불법 이민자가 구금되었다. 뉴어크 시장은 ICE가 지역 시설을 급습하여 참전 용사를 포함한 불법 이민자와 시민을 영장 없이 구금했다고 주장했다. 백악관은 "트럼프 행정부는 용의자 테러리스트, 트렌 데 아라구아 갱단 4명, 미성년자 대상 성범죄로 유죄 판결을 받은 여러 불법 이민자 등 538명의 불법 이민 범죄자를 체포했다"고 밝혔다.
1월 29일, 트럼프는 수만 명의 이민자를 수용하기 위해 관타나모만 수용소를 준비하도록 명령했다.

## 시위

### 앨라배마주
1월 29일, 앨버트빌 (앨라배마주) 시내에서 대규모 강제 추방 반대 시위가 열렸다. 많은 시위대는 "도난당한 땅에서 누구도 불법이 아니다"와 같은 이중 언어 구호를 외쳤다. 앨버트빌이 속한 선거구를 담당하는 로버트 애덜홀트 의원은 이 시위를 "매우 우려스럽다"고 표현했다. 앨버트빌은 2020년 인구 조사에서 인구의 약 3분의 1이 히스패닉 또는 라틴계로 확인된 앨라배마주에서 히스패닉계가 가장 많은 도시 중 하나이다.

### 캘리포니아주

#### 2월
2월 2일, 다운타운 로스앤젤레스의 올베라 스트리트에서 대규모 강제 추방 반대 시위가 시작되었다. 이 행사는 미국 이민세관단속국(ICE)의 이민 단속 활동 증가에 대한 대응으로 조직되었다. 참가자들은 시위가 진행되면서 점차 수천 명의 인파를 형성했으며, 많은 이들이 멕시코 국기와 "아무도 불법이 아니다", "비바 멕시코"와 같은 이민 지지 메시지가 담긴 현수막을 들고 있었다. 시위대는 할리우드 프리웨이로 행진하여 일부 구간을 일시적으로 점거하여 다운타운 지역의 교통 혼란을 야기했다. 태평양 표준시 오후 4시경, 로스앤젤레스 경찰국 중부청은 시위대가 자발적으로 고속도로에서 철수하여 시청 앞에 다시 모였다고 확인했다. 체포 보고는 없었다.
같은 날, 샌디에고, 캘리포니아주에서 대규모 강제 추방 반대 시위가 열렸으며, 천 명 이상의 참가자가 모였다. 시위는 샌디에이고 컨벤션 센터에서 시작하여 개스램프 쿼터를 거쳐 파크 대로의 "Coming Together" 조각상까지 진행되었다. 이 조각상은 단결을 상징하는 의미로 선택되었다.

2월 7일, 로스앤젤레스 전역의 여러 고등학교에서 동맹휴학이 벌어져 시청에 모였다. 패서디나 (캘리포니아주)에서도 동시에 동맹휴학 시위가 발생했다. 

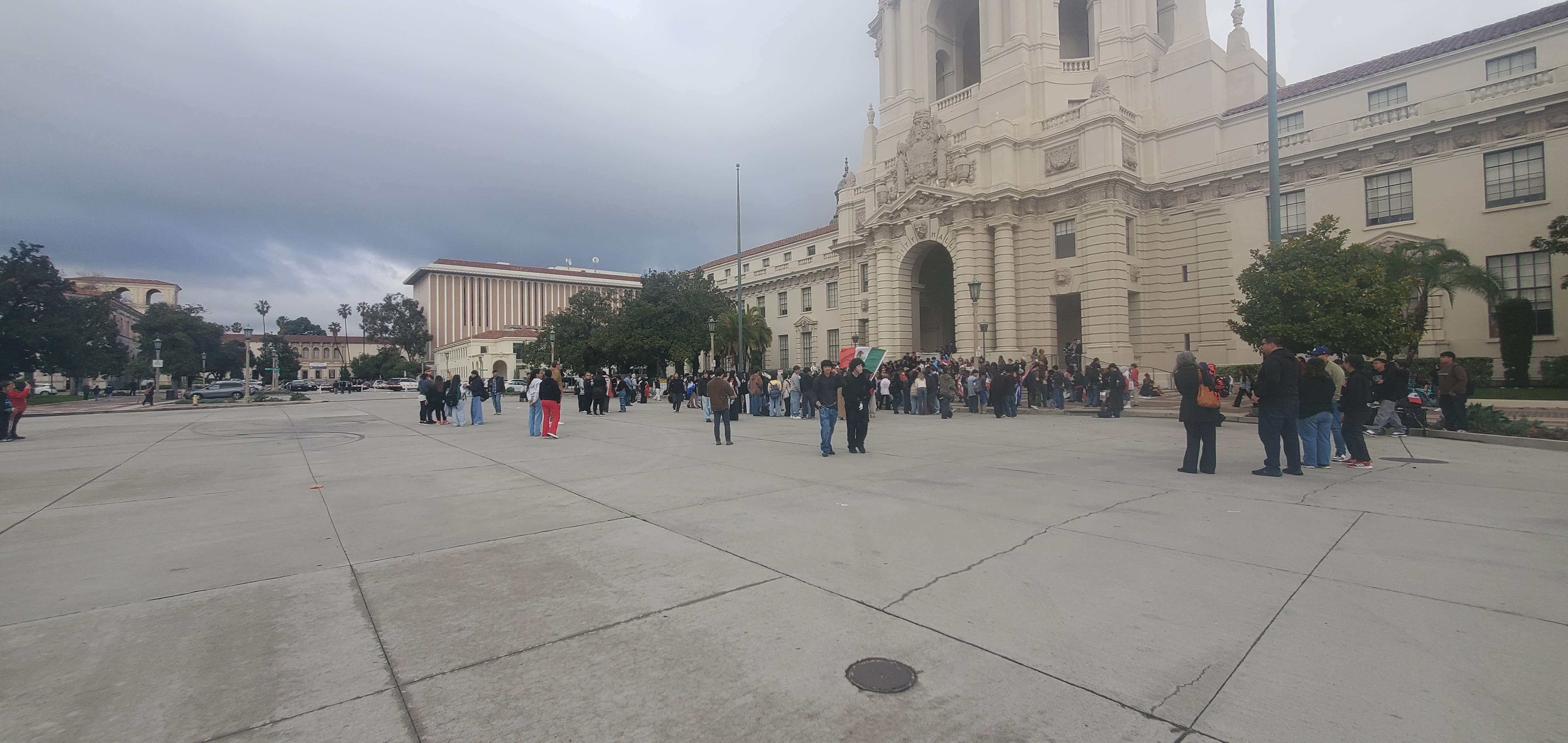
지역 고등학교 학생들(존 뮤어 고등학교, 서굿 마셜 중고등학교, 블레어 고등학교 (패서디나, 캘리포니아주), 패서디나 고등학교 (캘리포니아주), 로즈 시티 고등학교)가 패서디나 시청 앞에서 시위하고 있다.

#### 6월
6월 6일, ICE가 최소 45명을 체포한 후 로스앤젤레스에서 시위가 시작되었다. 6월 7일, 시위가 거리 폭동으로 변하자 트럼프는 시위를 진압하기 위해 주 방위군을 배치할 것이라고 발표하며 2천 명의 병력을 승인했다.
6월 9일, 오렌지군 (캘리포니아주)의 샌타애나, 헌팅턴비치, 파운틴밸리를 포함한 지역 전역에서 단속이 보고된 후 샌타애나로 시위가 확대되었다. 대통령은 추가로 2,000명의 주 방위군 배치를 승인했고, 국방부는 700명의 해병대원을 도시에 배치하도록 활성화했으며, 이들은 다음 날 도착했다.
7월 8일, 샌프란시스코 시내에서 ICE 차량이 시위자들을 들이받아 최소 1명이 부상당했다.

### 콜로라도주
1월 25일, 메트로 덴버 생추어리 연합은 ICE 단속에 항의하여 오로라 (콜로라도주)에서 행진을 조직했다. 2,000명 이상의 시위자가 이 대의를 지지하고 주 의사당 건물 밖에서 집회를 열었다. 이 시위는 이웃 주택가를 표적으로 한 일련의 강도 높은 ICE 단속에 뒤이어 일어났다. 또한 이민 법률 자료 센터와 같은 여러 자원봉사자들이 위험에 처한 사람들에게 법률 서비스 및 법적 권리에 대한 자료와 같은 자원을 제공하고 있다.

### 조지아주
2월 1일, 약 1,000명의 시위자가 애틀랜타 메트로의 뷰포드 하이웨이에 모여 도로를 막았으며, 조지아주 주방위군과 챔블리 경찰서 경찰관들에게 저지당했다.

### 일리노이주

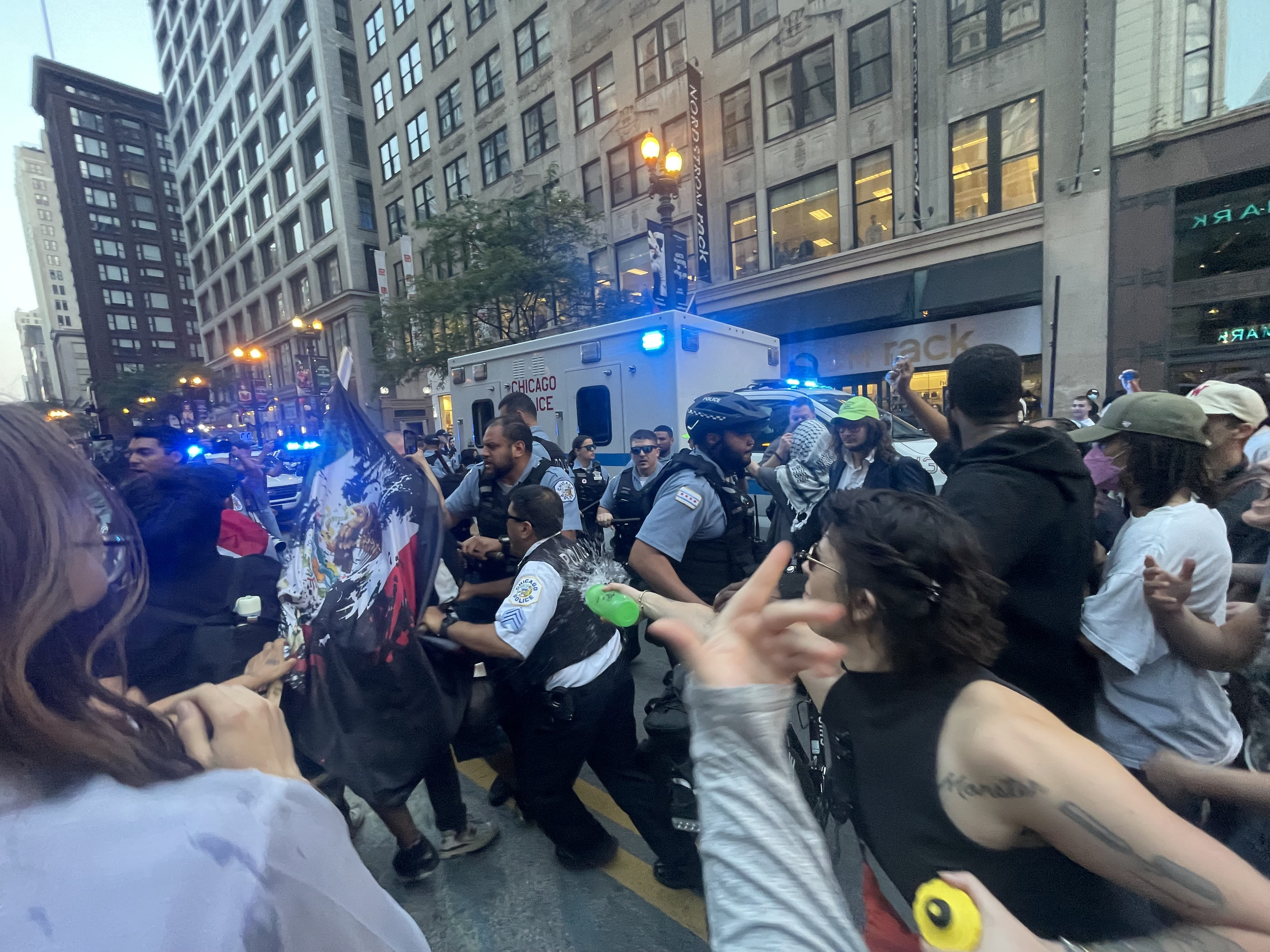
시카고 ICE 시위 중 충돌 발생 (2025년 6월 10일)

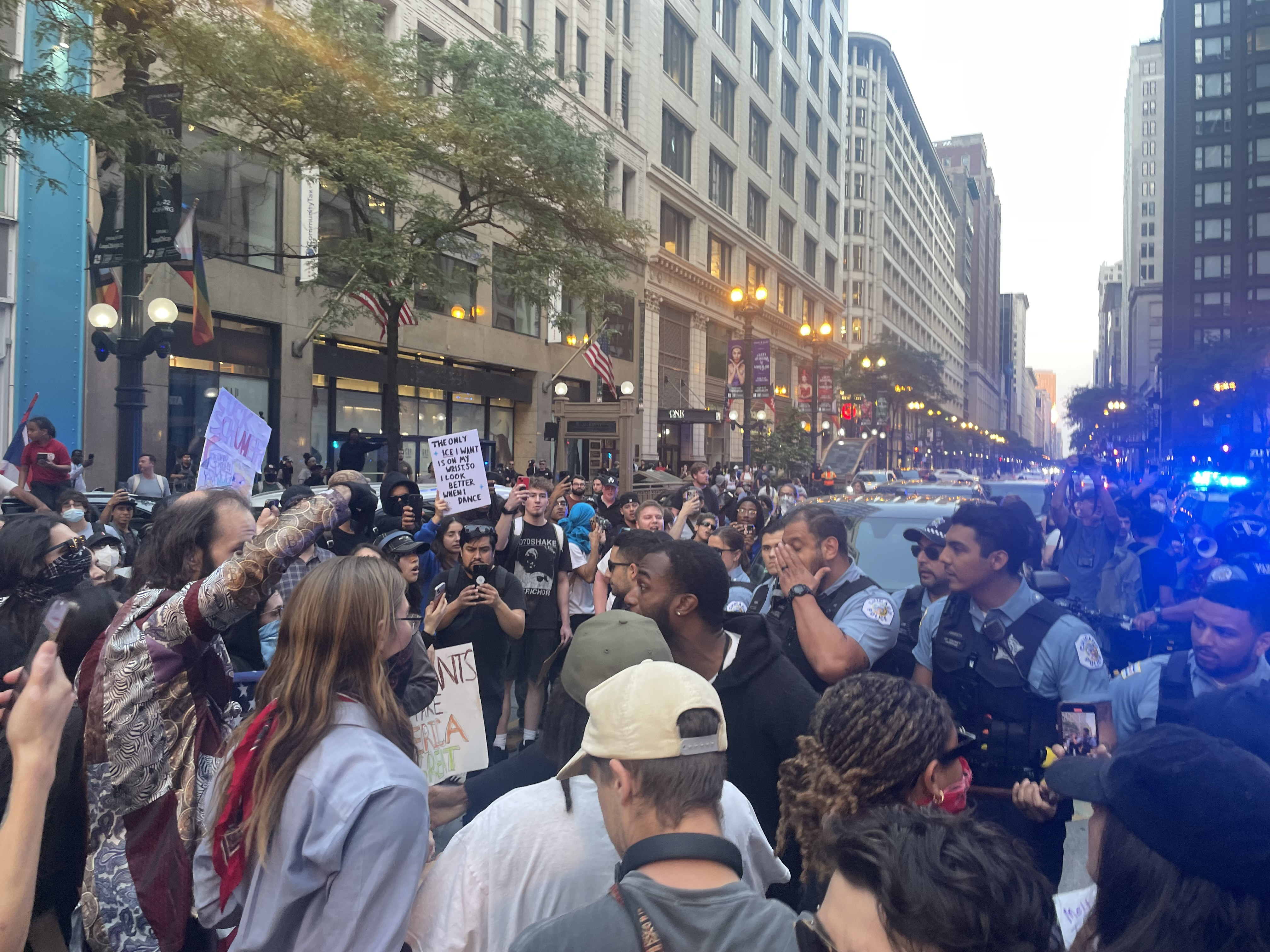
긴장된 시위 중 시카고 경찰국을 에워싼 시위대 (2025년 6월 10일)

1월 25일, 시카고 시내의 워터 타워 플레이스에서 시위가 시작되었으며, 여러 사회 정의 연설가들의 연설에 이어 참가자들이 트럼프 타워까지 행진했다. 이 시위는 원래 도널드 트럼프 대통령의 두 번째 취임식인 1월 20일로 예정되었으나, 혹독한 기상 조건으로 인해 연기되었다. 60개 이상의 시민 단체가 행진에 참여했다.

### 인디애나주
1월 30일, 인디애나폴리스의 인디애나 주 의사당 앞에서 시위가 열렸는데, 이는 마이크 브런 인디애나주지사가 1월 28일 서명한 연방 이민 단속 정책에 대한 완전한 주 정부 협력을 의무화하는 행정 명령에 대한 직접적인 대응이었다. 이 시위는 전쟁을 멈추고 인종차별을 끝내기 위한 행동(A.N.S.W.E.R.) 인디애나 지부가 조직했으며, 수십 명의 시위자가 참여했다.

### 아이오와주
6월 10일, 수백 명의 사람들이 디모인의 아이오와주 의사당에 모여 이민자들과 연대하는 시위를 벌였다. 워털루 (아이오와주), 대븐포트 (아이오와주), 포트다지를 포함한 주 내 최소 30개 다른 지방자치단체에서도 시위가 있었다.

### 매사추세츠주
2025년 6월 9일 월요일과 6월 10일 화요일에 정부의 강제 추방 정책과 로스앤젤레스 시위에 대한 대응에 반대하는 두 개의 시위가 보스턴에서 열렸다. 첫 번째 시위는 월요일에 보스턴 시청사 밖에서 열렸고, 두 번째 시위는 화요일에 매사추세츠주 의사당 밖에서 열렸다. 보스턴 경찰국 소속 경찰관들은 의사당 바로 옆 비컨 스트리트를 막은 시위자들을 해산시켰다. 두 시위 모두 수백 명이 참여했다.

### 미시간주
2월 5일, 50501이라고 불리는 전국적인 운동의 일환으로 미시간주의 주도인 랜싱에 약 500명이 모였다. 연사들은 트럼프의 가자와 DEI에 대한 입장뿐만 아니라 그의 강제 추방 노력도 비판했다.

### 미네소타주
2025년 6월 3일, FBI와 DHS는 미니애폴리스의 한 지역 멕시코 식당에 요원을 파견했다. 연방 요원들은 무장하고 군복을 입고 있었다. 이 공무원들의 사진은 50501 운동과 좌파 커뮤니티 모두에서 빠르게 온라인으로 퍼져나갔고, 이는 곧 요원들에 대한 거리 시위로 이어졌다. 군중의 압력에 따라 상황은 시위대와 연방 요원 간의 물리적 충돌로 확대되었다.

### 미주리주

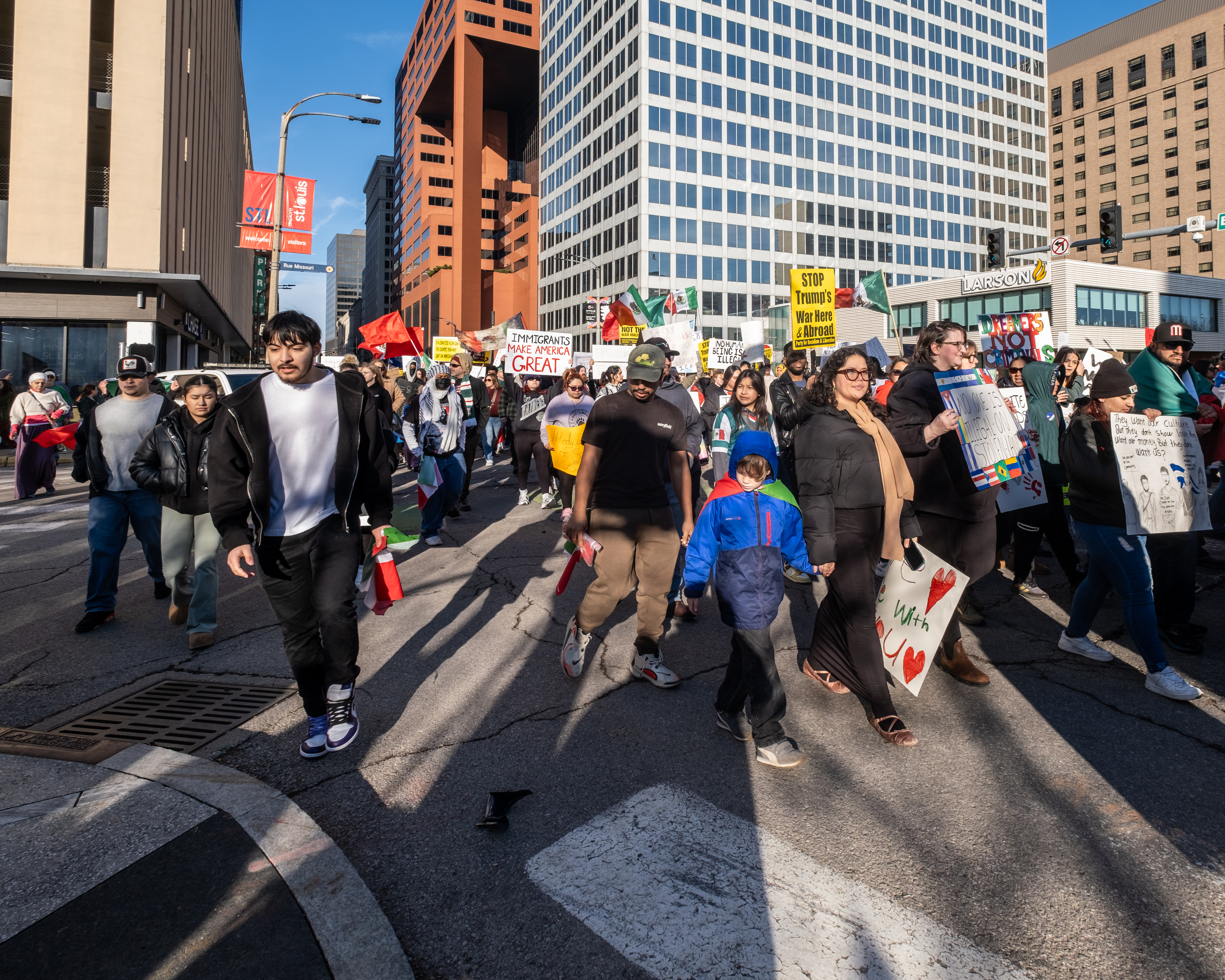
세인트루이스 시위 (2025년 2월 1일)

#### 캔자스시티
6월 10일, 수백 명의 시위대가 크로스로드 지구에 모여 "Shut Down ICE KC" 시위의 일환으로 이민자들을 지지했다.

#### 세인트루이스
2월 1일, 세인트루이스 시내에서 대규모 시위가 열렸으며, 트럼프 행정부의 대도시 지역에서의 강화된 강제 추방 노력에 항의하기 위해 약 1,000명의 참가자가 모여 드럼을 치고 구호를 외치며 확성기를 통해 조직적인 외침을 했다. 이 시위는 ICE 요원이 오팰런 (미주리주)의 멕시코 식당을 급습하여 3명의 직원을 일시 구금했다가 범죄 기록이 없다고 판단되어 석방된 지 이틀 만에 열렸다.
50501 미주리 지부는 2025년 6월 로스앤젤레스 시위에 이어 6월 11일 탐 애비뉴 고가도로에서 "No ICE" 시위를 벌였다. 사회주의해방당 세인트루이스 지부, 팔레스타인 네트워크 목소리, 에코사회주의 녹색당, 블랙 멘 빌드 세인트루이스가 조직한 또 다른 시위는 같은 날 다운타운 세인트루이스에서 열렸다.

### 뉴저지주
뉴저지주 뉴어크 (뉴저지주)에 ICE 센터가 개설된다는 발표에 따라 3월 1일 트렌턴 제2차 세계대전 기념비에서 시위가 발생했다.

### 뉴욕주
6월 9일 월요일과 6월 10일 화요일에 뉴욕에서 ICE 반대 시위가 열렸다. 월요일, 트럼프 타워에서의 연좌 농성으로 불법 침입 혐의로 24명이 체포되었다. 다음 날, 연방 이민 법원 밖에서의 평화로운 시위는 NYPD 경찰관들에게 병이 던져지고 거리에는 콘이 던져지는 등 폭력적으로 변하여 86명이 체포되었다.

### 펜실베이니아주
2월 5일, 시위자들이 필라델피아 시내에 모여 시청으로 행진했다.

### 사우스캐롤라이나주
1월 29일, 사우스캐롤라이나주 찰스턴 (사우스캐롤라이나주) 시내의 매리언 스퀘어에서 시위가 열렸다. 참석자 수는 찰스턴 시 조례의 무허가 집회 25명 기준을 빠르게 넘어섰으며, 경찰 보고서에 따르면 시작 시점에 30명 이상이 참석했다. 한 시간 이내에 법 집행 당국은 시위자 수가 찰스턴 시내 전역에 걸쳐 100명 이상으로 늘어났다고 추정했다. 경찰은 시위자들에게 해산을 요구한 후 체포를 시작했으며, 총 7명을 구금하여 앨 캐넌 구치소에 465달러의 보석금을 받고 수감했다.

### 텍사스주

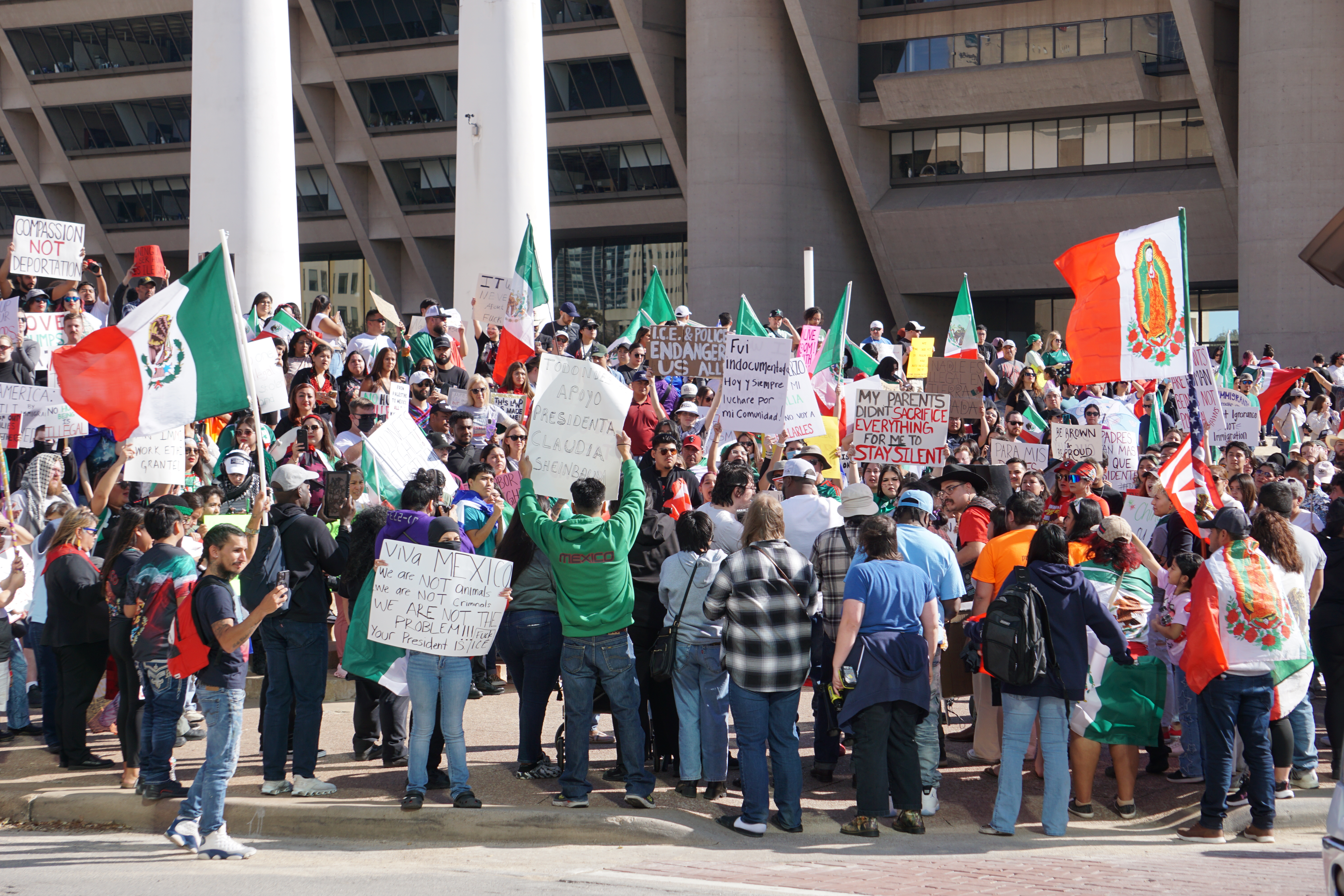
댈러스에서의 대규모 강제 추방 반대 시위 (2025년 2월 2일)

1월 26일, 트럼프 취임 첫 주 동안 텍사스주 댈러스와 포트워스에서 수백 명의 시위자가 참여하는 동시 시위가 열렸다.
2월 1일, 사회주의해방당 오스틴 지부가 조직한 시위가 텍사스주 플러거빌에 건설 중인 시설에 항의하기 위해 열렸다. 이 시설은 미래의 ICE 작전 센터로 추정되었다. 이 시위에는 수십 명의 참가자가 모여 시설의 목적과 승인 절차에 대해 연방 및 지역 공무원들에게 투명성을 요구했다.

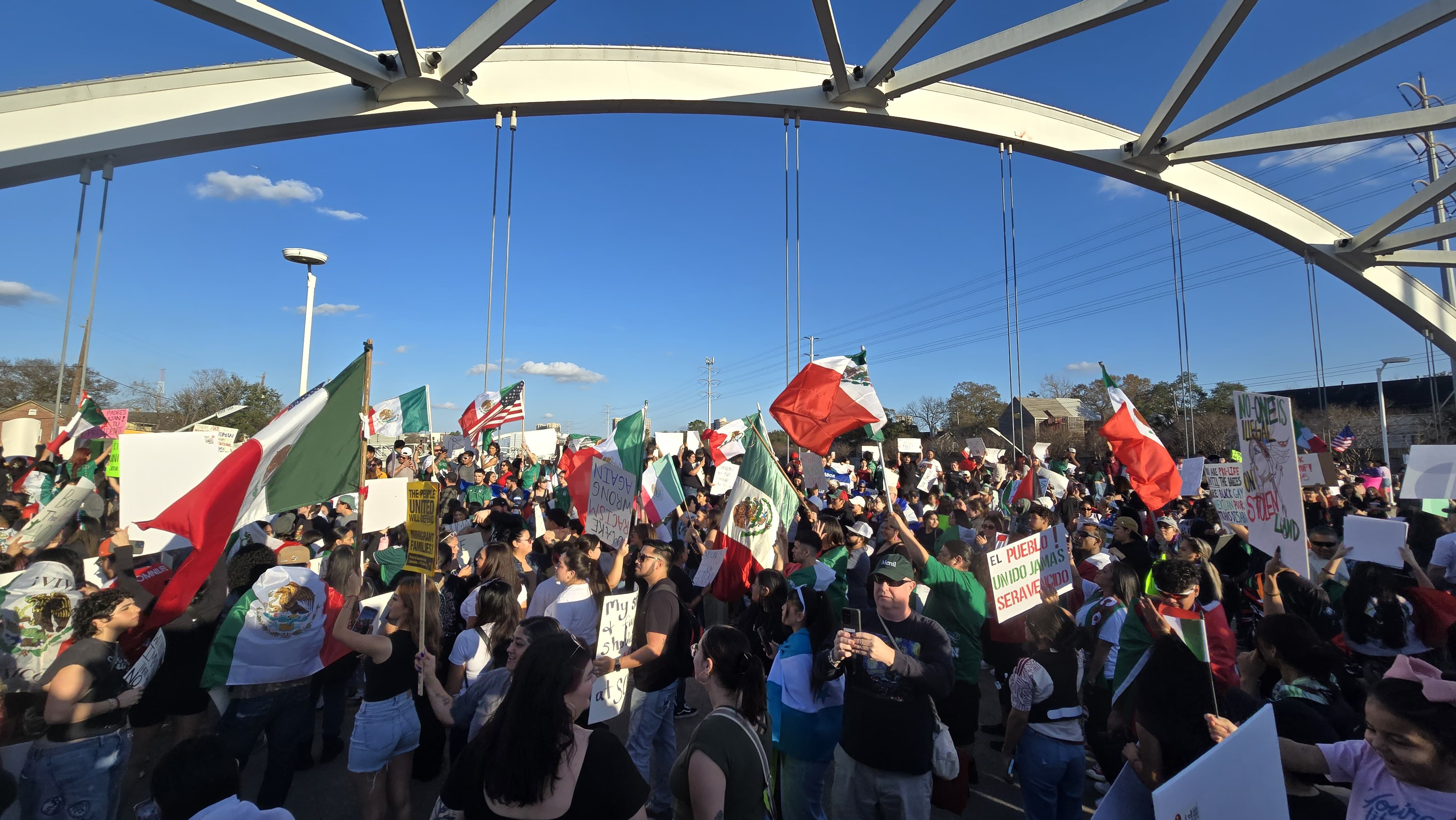
텍사스주 휴스턴에서의 ICE 단속 및 강제 추방 반대 시위 (2025년 2월 2일)

6월에는 수백 명의 시위자가 오스틴 (텍사스주), 휴스턴, 샌안토니오에 모였다. 오스틴에서는 십여 명 이상의 시위자가 체포되었다.

### 워싱턴주
워싱턴주에서는 ICE와 국경 순찰대에 대한 오랜 시위와 저항의 역사가 있다. 시애틀 연방청사 이민 법원에서는 2025년에 정기적인 시위가 계속되고 있었다. 6월 10일, 민주사회를 위한 학생들 (2006년 단체)이 시작한 시위는 로스앤젤레스의 ICE 반대 시위에 연대하여 상당한 참여를 얻었다. 연방 건물로 가는 4개의 모든 입구가 봉쇄되어 ICE 관계자들이 체포된 사람들을 노스웨스트 구금 센터로 데려가는 것을 막으려 했다.